# Йовері Мусевені
Йо́вері Кагута Мусе́вені (англ. Yoweri Museveni; нар. 15 червня 1944) — президент Уганди з 1986 року. Вирушив добровольцем до Мозамбіку. 1970 року вступив до угандійської військової розвідки, проте 1971 року, після перевороту Іді Аміна втік до Танзанії. У 1979–1980 роках — міністр оборони в уряді Мілтона Оботе. У 1980–1985 роках — лідер повстанської Армії національного опору. Прихильники вважають його африканським політиком нової хвилі, а противники — архітектором середньовічної імперії тутсі, за втручання у внутрішні справи Руанди та ДР Конго з метою підтримки своїх одноплемінників.

## Ранні роки
Народився 15 серпня 1944 року у родині великого землевласника у Нтунгамо (Анколе, Західна Уганда). По батьківській лінії належить до аристократичної касти племені Анколе — бахіма. Прізвисько Мусевені він отримав на згадку про братів батька, які брали участь у Другій світовій війні. «Мусевені» — це форма однини (множ. — «абасевені») — так називали угандійських солдатів сьомого батальйону Африканських королівських стрільців.
Здобув початкову освіту в школі Каямт, середню — у школах Мбарара та Нтаре. Приблизно у той час Йовері став євангельським християнином. 1967 року Мусевені вирушив до Танзанії, де вступив до університету Дар-ес-Салама на факультет економіки та політології. Під час навчання в університеті Йовері перейнявся ідеями марксизму, одночасно залучаючись до діяльність радикальних панафриканістів. Під час навчання Йовері Мусевені, приєднавшись до партизанів ФРЕЛІМО, вирушив на війну до Мозамбіку, де познайомився з методами партизанської війни.
Завершивши навчання, юнак повернувся до Кампали 1970 року, де незабаром став чиновником у канцелярії Мілтона Оботе. Однак, після того як 1971 року генерал Іді Амін внаслідок військового перевороту захопив владу в країні, Мусевені змушений був тікати з країни до сусідньої Танзанії. Там Йовері Мусевені працював лектором в одному з коледжів північнотанзанійського міста Моші.

## Повстанська діяльність
Провал 1972 року операції, розпочатої проти диктатора Іді Аміна з території Танзанії, спонукав Йовері створити свій власний рух — Фронт національного порятунку (ФРОНАСА), бійці якого стали підвищувати бойову кваліфікацію в Мозамбіку.
1978 року Іді Амін без оголошення війни рушив свої війська на Танзанію. Зазнавши поразки, танзанійська армія незабаром перейшла у контрнаступ та вибила аміновські війська зі своєї території. Президент Танзанії Ньєрере вирішив продовжити війну до переможного кінця, і танзанійська армія незабаром вступила на територію Уганди. У самій Уганді кілька антиаміновських груп, у тому числі ФРОНАСА, виступили єдиним фронтом на боці Танзанії і 14 квітня їх об'єднані війська взяли Кампалу; Іді Амін втік з країни. Після падіння режиму Іді Аміна Йовері Мусевені став міністром оборони, міністром регіонального співробітництва та віце-головою військової комісії. Він став наймолодшим міністром в уряді Юсуфа Лулі. Багато бійців ФРОНАСА увійшли до складу сформованої нової угандійської армії, зберігши при цьому вірність Мусевені.
Наступного року в країні відбулися перші за 20 років загальні вибори, які, проте, були сфальсифіковані партією Мілтона Оботе — угандійським національним конгресом (за підсумками виборів партія Мусевені Патріотичний рух Уганди отримала лише одне місце у парламенті). Під час передвиборної кампанії Мусевені попередив Оботе, що якщо вибори будуть сфальсифіковані, то він почне збройну боротьбу проти нового режиму. Коли очолювана ним партія зазнала поразки на виборах, він оголосив, що результати були підтасовані та вирішив почати збройну боротьбу проти Мілтона Оботе.

## Громадянська війна
6 лютого 1981 року Йовері Мусевені та декілька його прихильників оголосили про створення Народної армії опору (НАС), почавши збройну боротьбу проти уряду Оботе. Цього дня близько 40 бійців Мусевені, маючи при собі не більше 27 рушниць, під командуванням свого командира атакували казарми Кабамбе в окрузі Мубенде, заставши зненацька урядові війська. У липні того ж року НАС, злившись із загонами бійців за визволення Уганди Юсуфі Лулі, стає Національним рухом опору. У країні почалася громадянська війна. Бійці ПДВ переважно діяли у сільських районах країни, особливо у центральній та західній Буганді, а також у західних районах Анколе та Буньоро. У боротьбі з повстанцями армія розгорнула терор проти мирного населення (дії урядових військ нагадували каральні рейди амінівських бойовиків). Відповідальність за порушення прав людини та злочини під час громадянської війни також несе і ПДВ, який використовував наземні міни і дітей як солдатів під час війни.
27 липня 1985 року генерал Тіто Окелло Лутуа організував військовий переворот та повалив уряд Мілтона Оботе. Окелло запропонував усім оппозіцінним рухам припинити збройні дії і увійти до складу уряду національної єдності. Мусевені вирішив почати переговори з новим урядом. Попри це урядові війська й далі звірствували у сільських районах країни з метою підірвати підтримку повстанців з боку мирного населення. Восени у Найробі за посередництва кенійського президента Даніеля Арапа Мої між урядом Окелло і НАС пройшли мирні переговори, результатом яких стало підписання у грудні мирного договору про припинення вогню. Однак незабаром НАС розірвала мирну угоду та продовжила бойові дії проти урядових військ.
На початку січня 1986 року НАС почав наступ на Кампалу. Урядові війська поспіхом почали відступати, кидаючи озброєння та техніку, а також залишаючи укріплені позиції. 26 січень повстанці штурмом взяли столицю країни Кампалу. Війська, вірні Окелло, відступили на північ країни. 29 січня Йовері Мусевені було проголошено новим президентом країни.

## Президент
У своєму першому офіційному виступі Мусевені пообіцяв, що його уряд перебуватиме при владі протягом чотирирічного перехідного періоду, поки не буде розроблена нова конституція і не пройдуть вибори. Він заявив, що його уряд буде поважати права людини і не буде використовувати армію як інструмент для залякування населення. Своєю метою Йовері Кагута поставив боротьбу з корупцією та підняття економіки країни. Створена 1986 року партія Рух національного опору, лідером якої став Йовері Мусевені, наголошувала, що на відміну від колишніх партій, створених на релігійному та етнічному ґрунті, їхня організація відкрита для всіх угандійців. До першого уряду Мусевені увійшли представники всіх політичних партій. За його вказівкою у всіх селах були створені ради опору (нині місцеві ради). Також президент заборонив у країні багатопартійну систему.

### Виборні кампанії
Перші вибори під час правління Мусевені відбулося 9 травня 1996 року. Мусевені переміг Пола Семогерере від Демократичної партії та кандидата — самовисуванця Мохаммеда Майянджа. Мусевені отримав 75,5 % голосів при явці на вибори понад 70 % населення. Хоча міжнародні та місцеві спостерігачі визнали голосування законним, обидва кандидата, що програли, не визнали результати. Мусевені було приведено до присяги як президента 12 травня 1996 року. Головною обіцянкою Мусевені було відновлення безпеки та економічної стабільності для більшої частини країни.
Другий раз вибори були проведені 2001 року. Президент Мусевені переміг свого конкурента доктора Кіззу Бесідже, набравши 69 % голосів. Доктор Бесідже був близький до Мусевені під час боротьби з Мілтоном Оботе, працюючи лікарем у його Народної армії опору. Однак вони стали головними конкурентами незадовго до президентських виборів 2001 року.
Бесідже спробував оскаржити результати виборів у Верховному суді. Суд постановив, що під час виборів були допущені порушення, але визнав результати, порахувавши, що порушення не вплинули на підсумки виборів.
Попередні вибори пройшли 2006 року (Перші вибори після повернення багатопартійної системи), коли Мусевені (57 % голосів) знову переміг Бесідже (37 %). Бесідже знову відмовився визнати результати та намагався оскаржити їх у суді. Верховний суд, як і 2001 року, виявив порушення, але підтвердив підсумки.
Такі вибори пройшли у лютому 2011 року.

### Друга громадянська війна
Прийшовши до влади, Йовері Кагута зіткнувся з великою озброєною опозицією у країні. Після падіння Кампали НАС продовжував переслідувати залишки армії Окелло, і у березні 1986 року її бійці вступили на територію проживання племен Ачолі, до якого належав Тіто Окелло. Того ж місяця декілька бійців Народно-визвольної армії Уганди, знайшовши притулок у Південному Судані, утворили Народно-демократичну армію Уганди (НДАУ), яка взяла курс на боротьбу за інтереси ачолі. У боротьбі з НДАУ урядові війська чинили звірства проти мирного населення. До кінця року урядові війська здобули перемогу над НДАУ, і багато повстанців дезертирували зі своїх загонів, перейшовши на бік Руху Святого Духа.
1987 року Рух Святого Духа під проводом Еліса Ауна, прийняла ім'я Лаквена, підняли повстання проти уряду Мусевені. Після поразки повстання під керівництвом двоюрідного брата Лаквеми Джозефа Коні виникла Армія опору Господа, що поставила своєю метою скидання уряду Мусевені та створення теократичної держави на основі біблійних заповідей. Крім цього проти уряду виступили прихильники поваленого президента Іді Аміна з Об'єднаних демократичних сил і Фронту західного берега Нілу.
Йовері Мусевені оголосив у країні надзвичайний стан, після чого він доручив своєму братові Саліму Салеху та генерал-майору Давиду Тінаяфунзе взяти командування над військовими діями проти повстанців. Урядові війська розгорнули терор у Північній Уганді. Солдати живцем спалювали людей у їх будинках, ґвалтували чоловіків і жінок, вбивали мирних жителів, переважно представників ачолі і таке інше. Мусевені наклав заборону на дію ЗМІ та журналістам було заборонено відвідувати райони бойових дій.

### Економічний розвиток
Ставши президентом, Мусевені отримав важкий спадок: диктатура Іді Аміна та режим Мілтона Оботе, а також п'ятирічна громадянська війна зруйнували економіку Уганди. Країна загрузла у корупції та злиднях. Через сім місяців після приходу до влади уряд Мусевені почав проводити економічні реформи у країні. « У мене є місія: перетворити Уганду з відсталої країни у розвинену країну», — заявив якось Мусевені. Економічні реформи дали свій результат. У країну повернувся Червоний хрест. Уряд встановив нові торговельні відносини зі Сполученими Штатами та іншими державами. Світовий банк надав країні кредити на купівлю обладнання, ремонт доріг та поліпшення комунальних послуг.
Ще однією проблемою, з якою зіткнувся Йовері Мусевені, була корупція. У той час Уганда входила до списку країн, де адміністрація вважалася однією з найбільш корумпованих, а економіка була однією з найбільш злиденних у світі. У боротьбі з корупцією Йовері Мусевені висунув ряд реформ, що включали наступне:
1. Призначення генерального інспектора уряду для розслідування корупції та порушень прав людини та оприлюднення результатів.
2. Реформа органів влади, спрямована на створення меншої, краще оплачуваної та більш ефективної адміністрації.
3. Децентралізація прийняття рішень — передача повноважень та відповідальності від центрального уряду приватному сектору та групам волонтерів на місцях.